# Battlefield 3
Battlefield 3 (abgekürzt: BF3) ist ein Ego-Shooter, der von dem Computerspielhersteller DICE entwickelt und am 27. Oktober 2011 von Electronic Arts veröffentlicht wurde. Es ist der direkte Nachfolger des 2005 publizierten Spiels Battlefield 2. Battlefield 3 ist das erste Spiel, das auf Grundlage der hauseigenen Grafikengine Frostbite 2 entwickelt wurde. Als Nachfolger wurde Battlefield 4 am 31. Oktober 2013 veröffentlicht.
Das Spiel besteht aus einem Einzel- und einem Mehrspielermodus, die beide in der nahen Zukunft spielen. In der Einzelspieler-Kampagne übernimmt der Spieler die Rollen verschiedener Militärangehöriger der US-amerikanischen und der russischen Streitkräfte. Im Multiplayer befinden sich Russland und die USA in einem Krieg. Die Spieler kämpfen entweder für das Russische Heer oder für das US Marine Corps. Die Schlachtfelder befinden sich an den verschiedensten Orten der Erde, von der Pariser Innenstadt bis zur iranischen Wüste.

## Gameplay
Neben dem serientypischen Mehrspieler- und dem aus Bad Company 2 bekannten Einzelspielermodus enthält Battlefield 3 einen Koop-Modus.

### Einzelspieler

#### Handlung
Die Kampagne spielt im Jahr 2014: Die Vereinigten Staaten bekämpfen mit militärischen Mitteln die Terrororganisation PLR (People’s Liberation and Resistance; Freiheit und Widerstand des Volkes) nahe der iranisch-irakischen Grenze.
Das Spiel startet mit einem US-Marine, der einen Zug in New York überfällt. Als dieser überwältigt wird, folgt anschließend eine Rückblende in Form einer Videosequenz, in der acht Stunden zuvor Sergeant Blackburn, ein US-Marine, von zwei CIA-Agenten verhört wird, mit dem Ziel, möglichst viel über einen Terroranschlag in New York herauszufinden. Sie zeigen ihm das Bild eines Mannes, den Blackburn sofort identifizieren kann: Sein Name ist Solomon, der laut Blackburn einen Terroranschlag auf New York verüben will. Anschließend befragen die Agenten ihn zur Operation Swordbreaker.
Im Rückblick spielt man Blackburn an der irakisch-iranischen Grenze, neun Monate vor dem Verhör. Seine Einheit wird mit dem Auftrag losgeschickt, eine verschwundene US-Patrouille zu finden und zu evakuieren. Das Unternehmen endet in einer Katastrophe: Zwar kann sein Team trotz mehrerer Scharmützel das stark dezimierte Team finden und sicherstellen, wird jedoch von Feinden angegriffen, bei der Evakuierung von einem starken Erdbeben überrascht und unter Trümmern begraben. Blackburn wacht Stunden später aus seiner Bewusstlosigkeit auf und muss feststellen, dass die meisten Mitglieder seiner Einheit getötet oder von den PLR gefangenen genommen wurden. Er schafft es zusammen mit einem Teamkameraden und anderen Marines, mithilfe eines V-22 Osprey aus der Stadt zu fliehen und durch feindliche Linien zu einem US-Stützpunkt zu gelangen. Die PLR gewinnen in der Zwischenzeit immer mehr Einfluss im Iran, so dass sich die Amerikaner gezwungen sehen, eine größere Streitmacht von Marineinfanteristen zur Invasion in den Iran zu entsenden, um die neue Bedrohung abzuwenden.
Zurück im Verhör informieren die Agenten Blackburn über eine Luftoperation über Teheran, die der Spieler in der anschließenden Mission als Lt. Jennifer Hawkins ausführt. Der Luftschlag, der Al-Bashir töten sollte, scheiterte jedoch, die Invasion wurde trotzdem fortgesetzt. Blackburns Team führt danach eine Operation im Zentrum Teherans durch, mit dem Ziel in eine Bank einzudringen und Informationen zu beschaffen. Sie finden in der Bank einen Koffer, in dem sich ein nuklearer Sprengkopf befindet. Es stellt sich heraus, dass die beiden anderen Sprengköpfe in dem Koffer verschwunden sind. Blackburns Team wird danach von PLR-Truppen eingekesselt und fordert Unterstützung an. Anschließend spielt man Sgt. Miller, welcher versucht, in einem M1 Abrams-Panzer der Truppe des Sergeants zu helfen. Er und sein Team schaffen es, die Truppe des Sergeants mit einem Hubschrauber zu evakuieren, jedoch wird Millers Team von der PLR eingekesselt und als Geisel genommen. Später wird Miller von Solomon, nach einem Monolog Faruk Al-Bashirs, dem Anführer der PLR, vor laufender Kamera exekutiert.
In der nächsten Mission nimmt Blackburns Team den iranischen General Al-Bashir gefangen, der durch Blackburns Schüsse die Kontrolle über seinen Wagen verlor und einen Autounfall verursachte. Schwer verletzt und kurz vor seinem Tod ist Al-Bashir inzwischen klar geworden, dass Solomon ihn betrogen hatte und enthüllt dessen Plan, Atombomben in Paris und New York detonieren zu lassen. Blackburns Team kommt Kaffarov auf die Spur, einem russischen Waffenhändler, der zuvor mit Solomon zusammengearbeitet hat. Dabei werden sie von russischen Soldaten überrascht und fast komplett aufgerieben. Lediglich Blackburn, Montes und ihr Vorgesetzter Cole können fliehen. Währenddessen stürmt ein russisches Speznas-Team unter der Führung von Dima die Villa Kaffarovs und verhört ihn. Dima enthüllt Blackburn den Plan Solomons. Währenddessen kommt Cole bei der Villa an und will Dima gefangen nehmen lassen, wird jedoch von Blackburn niedergeschossen, da Dima Blackburn eingeredet hatte, dass es viele Opfer geben werde, wenn er Cole nicht töte. Anschließend wird Blackburn gefasst und zu dem besagten CIA-Verhör gebracht. Er erfährt, dass Dima und sein Team die Explosion in Paris verhindern wollten, aber bei der Verfolgung des Sprengkopfes nur eine Attrappe vorfanden. Dabei wurde sein Team durch eine Detonation schwer verletzt. Die CIA-Agenten schenken Blackburn jedoch keinen Glauben, denn Solomon sei angeblich ein zuverlässiger CIA-Agent, der in der PLR platziert worden war.
Nach dem Verhör kann Blackburn zusammen mit Montes aus seiner Gefangennahme der CIA entfliehen. Blackburn stürmt den besagten Zug in der ersten Mission und wird von Solomon überwältigt. Jedoch kann er sich befreien und den Auslöser der Sprengsätze im hinteren Wagen betätigen, der die U-Bahn zum Entgleisen bringt. Später erwacht Blackburn und flieht über die Kanalisation nach draußen, wo er von Montes mit einem gestohlenen Polizeiwagen abgeholt wird. Zusammen verfolgen sie Solomon, der ihren Wagen jedoch zum Unfall bringen kann. Kurz darauf kommt ihnen Solomon entgegen und tötet Montes. Daraufhin liefert er sich einen Kampf mit Blackburn, wobei Solomon unterliegt und von ihm getötet wird und Blackburn so die Atombombe sichern kann.
Zuletzt sieht der Spieler den, durch die Atombombenexplosion in Paris, verstrahlten Dima in seinem Apartment, wie er die Ereignisse in ein Buch schreibt. Kurz darauf nimmt er eine Pistole, um sich das Leben zu nehmen. Doch er wird durch ein Klopfen an seiner Wohnungstür gestört.

### Koop
Der Koop-Modus ermöglicht es zwei Spielern – online sechs – auf teambasiertes Vorgehen zugeschnittene Missionen auf drei verschiedenen Schwierigkeitsstufen (einfach, normal, schwer) zu absolvieren. Beim erfolgreichen Beenden einer Mission erhält der Spieler Punkte, diese schalten nach und nach neue Waffen für den Mehrspieler-Modus frei. Außerdem wird der Spieler alle 160.000 Punkte mit einem Service Star belohnt, der neue Erkennungsmarken freischaltet.

### Mehrspieler
Neben dem Koop-Modus gibt es online den bekannten Mehrspieler-Modus. Dieser lässt sich mit bis zu 24 Spielern auf den Konsolen Xbox 360 und PlayStation 3 und mit bis zu 64 Spielern in der PC-Version in verschiedenen Spielmodi mit unterschiedlichen Zielen spielen.

#### Spielmodi
In Battlefield 3 gibt es eine große Zahl verschiedener Spielmodi, die sich sowohl in ihren Missionszielen, Anzahl der verschiedenen Parteien die gegeneinander antreten und den darin benutzbaren Waffen und Fahrzeugen unterscheiden.

##### Eroberung
Einer der Ältesten und bei vielen Spielern am beliebteste Spielmodus ist Conquest, zu Deutsch Eroberung. In ihm dreht sich alles um das Erobern und Halten von Flaggen, auch Einsatzziele oder auf Englisch „objectives“ genannt, die an unterschiedlichen strategischen Schlüsselpunkten auf der Karte zwischen den beiden Basen der gegeneinander antretenden Parteien aufgestellt sind. Zu Beginn eines Spiels sind alle Flaggen neutral und gehören somit noch nicht zu einer bestimmten Mannschaft. Eine Flagge kann sowohl als Fußsoldat als auch von einem Fahrzeug aus eingenommen werden, der jeweilige Spieler muss sich lediglich in einem festgelegten Bereich um die Flagge herum befinden. Nun wird zunächst durch einen kleinen runden Balken der Fortschritt angezeigt, den der Spieler bei einer Neutralisierung (wenn die Flagge zuvor dem gegnerischen Team angehört hat) und anschließend beim Einnehmen macht. Je mehr Spieler eines Teams sich in dem Umfeld eines Einsatzziels befinden, desto schneller kann die Flagge neutralisiert und eingenommen werden. Alle Teammitglieder können an einer von ihrem Team gehaltenen Flagge aus dem Menü einsteigen.
Das Team, welches zuerst keine sogenannten Tickets mehr hat, verliert das Spiel. Zu Beginn des Spiels hat jede Mannschaft die gleiche Anzahl an Tickets, welche im Verlauf des Spiels aus zwei verschiedenen Gründen immer weniger werden; erstens aufgrund der Differenzen der Flagge, die die beiden Teams besitzen, je mehr Einsatzziele die eine Partei im Vergleich zur anderen hat, umso mehr Tickets werden dem schlechteren Team pro Zeiteinheit abgezogen und zweitens der Verbrauch von je einem Ticket pro Spieler der getötet und nicht wiederbelebt wurde und somit anschließend durchs Menü wieder einsteigen muss.
Auf allen Karten der PC-Version von Battlefield 3 gibt es zwei verschiedene Versionen von Eroberung: Eroberung und Eroberung groß. Eroberung groß zeichnet sich meistens durch größere Kartenausschnitte mit mehr Flaggen und mehr (verschiedenen) Fahrzeugen pro Team. Auf den Konsolen ist nur Eroberung in der normalen Version spielbar.
Eine kleine Ausnahme des sonst auf allen Karten immer gleichen Spielprinzips bilden die Abwandlungen Eroberung: Sturmangriff, welche nur in dem DLC „Back to Karkand“ verfügbar ist und Eroberung: Vorherrschaft, welche nur im DLC „Close Quarters“ zur Verfügung steht. Bei Eroberung: Sturmangriff besitzt zu Beginn ein Team alle Flaggen, es hat jedoch keine feste Basis wie sonst, was verschiedene Auswirkungen auf das spätere Spielgeschehen haben kann. Um den Flaggenunterschied am Anfang für beide Teams fair zu gestalten, hat das Team, dem alle Einsatzziele gehören weniger Tickets. Auch hier gibt es die Abwandlung Eroberung: Sturmangriff groß. Bei Eroberung: Vorherrschaft wird auf sehr kleinen Infanterie Karten gespielt, das Neutralisieren und Einnehmen von Flaggen geht viel schneller als auf den normalen Karten, bringt dem Spieler aber auch weniger Erfahrungspunkte. Zudem stehen keine Fahrzeuge zur Verfügung und es kann auch nicht an Einsatzzielen wiedereingestiegen werden, lediglich bei Mitspieler im selben Squad und an zufälligen Positionen auf der Karte.

##### Team und Squad Deathmatch
Im Gegensatz zu Eroberung verfolgen die beiden Spielmodi Team Deathmatch und Squad Deathmatch ein einfacheres Ziel; das Team, welches zuerst mehr Gegner getötet hat, die anschließend nicht wiederbelebt werden und somit zum Wiedereinstieg über das Menü gezwungen sind, gewinnt das Spiel. Dabei sind die Karten für beide Modi meistens nur ein kleiner Ausschnitt der Eroberungskarten und die Zeit, die ein Spieler warten muss, um nach seinem Tod wieder einsteigen zu können, ist deutlich geringer.
Auf Team Deathmatch sind keine Fahrzeuge verfügbar, im Gegensatz dazu taucht auf Squad Deathmatch ein leichtes Schützenpanzerfahrzeug (BMP-2M) an einem zufälligen Ort auf der Karte auf. Außerdem gibt es in Squad Deathmatch nicht zwei (wie in Team Deathmatch), sondern vier Teams die gegeneinander antreten. Beide Modi sind auf fast allen Karten verfügbar.

##### Rush und Squadrush
Im Modus Rush geht es um die Sprengung von bestimmten Zielen (sogenannter MCOMs). Hierbei gibt es bestimmte viele Abschnitte auf jeder Karte, die verschiedenen Basen, in denen jeweils ein (in Squadrush) oder zwei (in Rush) MCOMs stehen und vom angreifenden Team gesprengt werden müssen. Das verteidigende Team versucht dies zu verhindern. Werden in einer Basis alle Ziele zerstört, fällt das Verteidigerteam zurück zur Nächsten, werden im Spielverlauf die MCOMs im letzten Abschnitt gesprengt, hat das Angreiferteam gewonnen. Allerdings hat dieses nur eine bestimmte Anzahl an Tickets, von denen bei jedem Tod eines Angreifers eines abgezogen wird. Sind alle Tickets verbraucht, haben die Verteidiger gewonnen. Diese beiden Modi sind auf den meisten Karten spielbar.

##### Waffenmeister
Dieser auf den Karten der DLCs „Close Quarters“ und „Aftermath“ verfügbare Modus beschäftigt sich nur mit dem Infanteriekampf, Fahrzeuge sind auf den kleinen Karten nicht verfügbar. Ziel des Spiels ist es, als Erster eine bestimmte Anzahl an verschiedenen Waffen durchzuspielen. Man beginnt meist mit einer einfachen Pistole und bekommt, wenn zwei Gegner mit dieser Waffe getötet wurden, eine andere. Die letzte Waffe ist ein Messer, mit dem noch ein weiterer Gegner getötet werden muss, um das Spiel zu beenden und als Sieger hervorzugehen.

##### Plünderer
Der Modus Plünderer ist nur auf den Karten des DLCs „Aftermath“ spielbar und dreht sich um eine abgewandelte Form vom Eroberung, in dem zu Beginn nur mit einer Pistole gespielt wird und neben der Primärwaffe auch sonstige Funktionen die einzelnen Soldatenklassen deaktiviert sind. Im Verlauf des Spiels hat der Spieler die Möglichkeit, verschiedene Waffen, die an bestimmten Orten auf der Karte liegen, aufzuheben, und sich damit einen Vorteil zu verschaffen. Die Karten für diesen Spielmodus sind alle klein und an den Häuserkampf angelehnt, Fahrzeuge sind hier nicht vorhanden.

##### Panzerübermacht
In Panzerübermacht dreht sich alles um die Bodenfahrzeuge Panzerzerstörer und Kampfpanzer. Zwei Teams treten gegeneinander an und versuchen einen Punkt, der einem Einsatzziel im Modus Eroberung ähnelt, zu halten beziehungsweise zu erobern. Dabei sind in den jeweiligen Basen der Teams besonders viele gepanzerte Fahrzeuge vorzufinden, es ist aber auch möglich, wie in anderen Spielmodi als Infanterist ins Geschehen einzusteigen. Das Punktesystem funktioniert in abgewandelter Form wie in Eroberung. Dieser Modus steht nur auf den Karten des DLC „Armored Kill“ zur Verfügung.

##### Luftüberlegenheit
Es treten zwei Teams nur in Kampfflugzeugen gegeneinander an, aussteigen ist nicht möglich. Es befinden sich auf den großen Karten je drei Heißluftballons, die als Einsatzziele wie in Eroberung funktionieren, nur dass diese einen größeren Einnahmeradius haben, um es auch Jets zu ermöglichen, eine Flagge zu erobern. Das Punktesystem funktioniert auch hier in abgewandelter Form wie in Eroberung. Luftüberlegenheit ist nur im DLC „End Game“ spielbar.

##### Capture the Flag
Im Modus Capture the Flag, welcher nur im DLC „End Game“ verfügbar ist, geht es darum, die gegnerische Flagge aus der feindlichen Basis zu nehmen und in die eigene zu bringen. Nur wenn auch die eigene Flagge sich dort befindet, wird ein Punkt erzielt. Das Team, das zum Ablauf eines Zeitlimits die meisten Punkte hat oder auch schon während des Spiels eine vorgegebene Anzahl erreicht, gewinnt.

#### Karten
| Erweiterung     | Kartenname | Kartentyp |
| --------------- | --- | --- |
| Hauptspiel      | - Großer Basar - Kaspische Grenze - Operation Firestorm - Noshahr-Kanäle - Operation Métro - Teheran-Schnellstraße - Seine-Überquerung - Damavand-Gipfel - Insel Kharg | - Stark unterschiedliche Karten, die von reinen Infanterie-Gefechten über den Häuserkampf mit Fahrzeugunterstützung bis hin zu reinen Fahrzeuggefechten mit kaum Fußsoldaten und Luftfahrzeugen auf großen Karten reicht. |
| Back to Karkand | - Angriff auf Karkand - Golf von Oman - Wake Island - Sharqi-Halbinsel                                                                                                 | - Vier leicht veränderte Mehrspielerkarten aus Battlefield 2, die hauptsächlich auf Fahrzeugkampf ausgelegt sind. |
| Close Quarters  | - Altmetall - Operation 925 - Ziba-Turm - Donya-Festung | - Sehr kleine Karten, die auf Häuserkämpfe mit ausschließlich Fußsoldaten ausgelegt sind. |
| Armored Kill    | - Elburs-Gebirge - Bandar-Wüste - Armored Shield - Tal des Todes | - Enorm große Karten, die auf Fahrzeugschlachten ausgelegt sind |
| Aftermath       | - Markaz-Monolith - Azadi-Palast - Epizentrum - Talah-Markt | - Von Erdbeben zerstörte Umgebung die für Infanterie ausgelegt ist, wo es aber auch Fahrzeuge zur Unterstützung gibt. |
| End Game        | - Operation Flussufer - Nebandan Ebene - Kiasar Railroad - Sabalan Pipeline                                                                                            | - Vier große Karten, auf denen bis auf den reinen Infanteriekampf (mit Ausnahme von Squadrush) alles möglich ist. |

Der normale Mehrspieler-Modus enthält ohne DLCs insgesamt neun Karten, auf denen abhängig von der Karte die meisten der oben aufgeführten Spielmodi spielbar sind. Variiert wird in Größe und Typ, so gibt es Karten speziell nur für Infanterie, welche mit dem Schwerpunkt auf Luft- und Landfahrzeugen aber auch Mischungen aus beidem. Durch alle Erweiterungspakete werden je vier zusätzliche Karten zum Hauptspiel hinzugefügt.

#### Soldatenklassen
In Battlefield 3 gibt es vier verschiedene Soldatenklassen, die sich durch die Art ihrer Bewaffnung und Einsatzmöglichkeiten unterscheiden. Maschinenpistolen, Revolver, Pistolen, Schrotflinten und die Armbrust können von allen Klassen benutzt werden. Alle Soldatenklassen können individuell angepasst werden. Es kann die Primärwaffe, die Sekundärwaffe, Gadget 1 und 2 und ein Perk, also eine Fähigkeit ausgewählt werden. Alle Primärwaffen kann man je nach Typ in drei Spots anpassen, so kann man zum Beispiel ein Visier oder einen veränderten Lauf ausrüsten.

##### Sturmsoldat
Der Sturmsoldat kann als klassenspezifische Waffe ein Sturmgewehr benutzen, welches der stärkste Gewehrtyp im Spiel ist. Er kann mit dem Medikit sich und seine Teamkameraden heilen und verfügt über die Fähigkeit, gefallene Mitspieler zu reanimieren, sofern er den Defibrillator freigeschaltet hat. Er kann statt des standardmäßigen Medikits auch ein anderes Gadget mitnehmen, wie beispielsweise einen Granatwerfer oder eine kurze Unterlauf-Schrotflinte.

##### Pionier
Pioniere sind mit einer Flug- beziehungsweise Panzerabwehrrakete und Karabinern bewaffnet und können beschädigte Fahrzeuge reparieren. Als Raketenwerfer stehen die RPG-7V2 auf russischer beziehungsweise die SMAW auf amerikanischer Seite zur Verfügung, die sich im Spiel nur vom Aussehen unterscheiden. Stattdessen kann man sich auch für die amerikanische Stinger- oder die russische Igla-Flugabwehrrakete, die sich ebenfalls nur im Aussehen unterscheiden oder für die Javelin entscheiden, die sowohl gegen Fahrzeuge als auch gegen Helikopter beziehungsweise Jets eingesetzt werden kann, gegen letztere aber nur, wenn sie von einem Teammitglied lasermarkiert wurden. Außerdem kann der Pionier statt des Reparaturwerkzeugs Anti-Panzer-Minen oder einen EOD-BOT mit sich führen. Letzterer ist ein ferngesteuerter Roboter zum Reparieren von Fahrzeugen und zum Setzen und Entschärfen von Sprengladungen an Funkstationen. Außerdem ist er in der Lage, feindliche Minen und Sprengsätze zu entfernen.

##### Aufklärer
Aufklärer können aus größerer Entfernung zur Front operieren und Gegner mit Scharfschützengewehren eliminieren sowie mittels MAV-Drohne aus der Luft oder mit dem T-UGS vom Boden aus Gegnerbewegungen beobachten und melden. Die T-UGS ist ein auf dem Boden abstellbarer Bewegungsmelder, der bei Feinden in der Nähe einen Warnton erzeugt und die Gegner blinkend auf der Minikarte zeigt. Anstelle dieses Ausrüstungsgegenstandes steht ihm auch ein Lasermarkierer, der SOFLAM, zur Verfügung. Diese markiert Land- und Lufteinheiten, die andere Teammitglieder dann mit Lenkflugkörpern, z. B. dem Javelin, bekämpfen können, selbst wenn sie das Ziel nicht direkt sehen können. Als Standardausrüstungsgegenstand steht ein Funkfeuer zur Verfügung, bei der Squad-Mitglieder in das Spielgeschehen einsteigen können.

##### Versorgungssoldat
Der Versorgungssoldat hat als Waffe sämtliche leichten Maschinengewehre zur Auswahl. Er kann Munitionsnachschub und Unterdrückungsfeuer durch sein MG bieten. Außerdem kann er entweder C4-Sprengstoff, Claymore-Minen oder einen Mörser mitführen und einsetzen. Der Mörser verschießt Spreng- oder Rauchgranaten.

#### Fahrzeuge
Anders als in Call of Duty, kann der Spieler in Battlefield 3 mit allen Erweiterungen 43 verschiedene Fahrzeuge, unterteilt in verschiedene Fahrzeugklassen, selbst steuern. So gibt es neben Jeeps, Panzer, Luftabwehr, Helikopter und andere Flugzeuge. Die Fahrzeuge sind meist in der eigenen Basis zu finden, oft kann man auch direkt in sie vom Menü aus einsteigen, auch finden sich manchmal welche an Flaggen im Modus Eroberung. Bis auf die Transportfahrzeuge lassen sich die meisten Fahrzeuge in drei Kategorien individuell anpassen: einem aktiven, einem passiven Slot und einem Waffenslot.

##### Schützenpanzer
Im Spiel stehen leichte Schützenpanzerfahrzeuge, auch als IFVs (Infantry Fighting Vehicle) bezeichnet, oft auf kleinen Karten in Häuserumgebung zur Verfügung, um die Infanterie im Kampf zu unterstützen. Es ist mit ihnen aber auch möglich, andere gepanzerte Fahrzeuge zu zerstören. Sie sind allesamt sehr schnell und beweglich und halten nicht allzu viel aus, es passen jeweils sechs Leute in ein Fahrzeug. In Battlefield 3 gibt es von ihnen drei verschiedene Arten: den amerikanischen LAV-25 und die beiden russischen BMP-2M und BTR-90.

##### Kampfpanzer
Die Kampfpanzer, auch MBT (Main Battle Tank) stehen meistens auf größeren Karten mit vielen Fahrzeuggefechten zur Verfügung. Ihre Stärke liegt in der Bekämpfung feindlicher Fahrzeuge aber auch im Kampf gegen die Infanterie eignen sie sich. Sie sind nicht ganz so beweglich, halten dafür aber meistens viel aus. Standardmäßig passen 2 Soldaten in einen Panzer, wenn genügend Punkte im Panzer erspielt sind, kommt noch ein dritter Platz hinzu. In BF3 können zwei verschiedene Modelle benutzt werden, der amerikanische M1 ABRAMS und der russische T-90A.

##### Luftabwehr
Es wird zwischen mobilen und stationären Luftabwehrgeschützen unterschieden. Stationäre Geschütze findet man auf großen Eroberungskarten in den jeweiligen Basen; dort stehen die amerikanische CENTURION C-RAM sowie die russische PANZIR-S1 zur Verfügung. Mobile Luftabwehrgeschütze finden sich selten auf großen Eroberungskarten sowie auf Karten mit intensiven Fahrzeugschlachten; es können der amerikanische LAV-AD und die russische 9K22 TUNGUSKA-M benutzt werden. Neben der Luftraumverteidigung eignen sie sich auch für den Kampf gegen Infanterie und ungepanzerte Fahrzeuge. Sie werden jeweils von einer Person bedient.

##### Kampfhubschrauber
Kampfhubschrauber sind auf vielen größeren Karten verfügbar, sie eignen sich besonders gut zur Zerstörung sämtlicher Bodenziele. Die Besatzung besteht aus einem Piloten mit Zugriff auf ungelenkte Luft-Boden-Raketen und Luft-Luft-Wärmesuchern sowie einem Schützen, der eine Bordkanone und wählbare Luft-Boden-Raketen bedient. Die amerikanische Ausführung heißt AH-1Z VIPER und die russische MI-28 HAVOC.

##### Jets
Bei den Jets unterscheidet man zwischen Jagdbombern, die ausschließlich im Rush Modus verfügbar sind und den Kampfjets, die man überwiegend im Modus Eroberung vorfindet. Die Jagdbomber sind sehr effektiv gegen andere Fahrzeuge, dafür sind sie relativ träge und unhandlich zu steuern. Zur Verfügung stehen die amerikanische A-10 Thunderbolt und die russische SU-25 TM Frogfoot. Die Kampfjets sind sehr schnell und wendig und eignen sich daher gut für den Kampf gegen andere Luftfahrzeuge. Zur Auswahl stehen auf amerikanischer Seite die F/A-18E Super Hornet und die F-35 und auf russischer Seite die Su-35BM Flanker-E.

##### Spähhubschrauber
Spähhubschrauber finden sich vereinzelt auf unterschiedlichen Karten. Sie sind für die Bekämpfung von Infanterie und ungepanzerten Fahrzeugen gedacht, lassen sich je nach Ausrüstung aber sehr individuell einsetzen. Sie sind sehr langsam, aber sehr beweglich. Die amerikanische Version heißt AH-6J LITTLE BIRD und die russische Z-11W.

##### Transportfahrzeuge
Es gibt noch eine große Zahl weiterer, nicht ausrüstbarer Transportfahrzeuge sowohl für die Luft als auch für den Boden, mit Waffen und ohne Waffen die allesamt unterschiedliche Einsatzzwecke haben.

#### Waffensystem
Die Spieler können aus über 85 verschiedenen Waffen und 10 verschiedenen Ausrüstungsgegenständen wählen. Die einzelnen Waffen müssen wie bei Battlefield: Bad Company 2 erst freigespielt werden. Mittlerweile können Waffen auch gegen Geld freigeschaltet werden. Das Waffensystem unterscheidet sich massiv von vorherigen Battlefield-Teilen. Während bisher nur das Visier und die Munitionsart geändert werden konnten, können jetzt auch andere Komponenten der Waffen verändert werden: Visier, Zweibein und Lauf sind frei konfigurierbar. Anfangs ist bei jeder Waffe entweder nur einer oder gar kein Aufsatz verfügbar, diese müssen erst durch Kills mit der entsprechenden Waffe freigeschaltet werden.

#### Erkennungsmarken
Neben den Schusswaffen können auch Erkennungsmarken personalisiert werden. Diese können durch Ausschalten von Gegnern mit speziellen Messerattacken gesammelt werden, so gesammelte Marken kann man allerdings nicht selbst verwenden, sondern nur in seiner Sammlung im „Battlelog“ betrachten. Freischalten lassen sich Erkennungsmarken durch das Erreichen hoher Ränge, durch das Sammeln von „Service Stars“ für Waffen, durch die Teilnahme an Vorbestelleraktionen und dem Erfüllen von Aufträgen.

#### Ränge
In Battlefield 3 fängt man, wie auch bei den Vorgängern, ohne Rang beziehungsweise Dienstgrad an, der erste ist jedoch sehr schnell freigeschaltet. Die 45 Ränge gehen vom Private First Class bis zum Colonel. Wenn man den Colonel erreicht hat, kann man für diesen Rang sogenannte Service Stars sammeln, das Freischalten jedes Service Stars benötigt dieselbe Zahl an Punkten. Das Rangsystem endet bei Colonel Service Star 100.

#### Squad-System
Genauso, wie im Vorgängerspiel Battlefield 2 ist es möglich, Squads zu erstellen. Die Squad-Leader erhalten nicht, wie bei Battlefield 2, von einem Commander Befehle, sondern erteilen selbst Befehle, da es bei Battlefield 3 keinen Commander gibt. In ein Squad können maximal vier Spieler aufgenommen werden. Der Squad-Leader kann selbst Ziele markieren (zum Beispiel eine Flagge oder eine Funkstation), damit die Squad-Mitglieder gezielt angreifen können. Außerdem können die Mitglieder eines Squads zuvor freigeschaltete Spezialisierungen ausrüsten, um ihr Squad zu unterstützen.

## Battlelog
Entwickler DICE hat in Zusammenarbeit mit ESN für alle Plattformen ein umfassendes Onlineportal namens Battlelog im Stil eines sozialen Netzwerkes aufgebaut, über das man die Statistiken von Freunden einsehen, diese zum gemeinsamen Spielen einladen und sich unterhalten kann. Die Spieler der PC-Version müssen über diese Website alle Spiel-Modi starten, wodurch Battlefield 3 eines der ersten Spiele für den PC ist, das nicht über ein klassisches Spielmenü verfügt. Es ist jedoch möglich, das Spiel ohne Internetverbindung zu starten. Wird dies durchgeführt, so wird der konventionelle Single-Playermodus direkt vom Desktop beziehungsweise Arbeitsplatz aus gestartet und somit wird auch das Starten über Origin und einen verknüpften Webbrowser umgangen. Mit dieser Methode lassen sich jedoch lediglich die Einzelspieler-Kampagnen spielen.
Am 1. Juli 2013 wurde Battlelog auf die neuste Version 2.6.2 aktualisiert. Dadurch wurde die Funktion sichtbar, Battlefield-Gameserver per RCON, einem Admin-Tool, zu steuern und zu konfigurieren. Diese Option ist derzeit jedoch noch nicht in Betrieb und wird laut Entwicklern erst mit der Veröffentlichung von Battlefield 4 verfügbar sein.

## Erweiterungen (DLCs)
| Erweiterungsname       | Erweiterungsname       | Back to Karkand                                                           | Close Quarters                                             | Armored Kill                                                            | Aftermath                                                                              | End Game                                           |
| ---------------------- | ---------------------- | ------------------------------------------------------------------------- | ---------------------------------------------------------- | ----------------------------------------------------------------------- | -------------------------------------------------------------------------------------- | -------------------------------------------------- |
| Veröffentlichungsdatum | Veröffentlichungsdatum | Dezember 2011                                                             | Juni 2012                                                  | September 2012                                                          | November 2012                                                                          | März 2013                                          |
| Inhalte                | Anzahl an neuen Karten | 4                                                                         | 4                                                          | 4                                                                       | 4                                                                                      | 4                                                  |
| Inhalte                | Sonstige Inhalte       | - 10 Waffen - 10 Aufträge - 1 Spielmodus - Erkennungsmarken - 4 Fahrzeuge | - 10 Waffen - 10 Aufträge - 2 Spielmodi - Erkennungsmarken | - 5 Aufträge - 1 Spielmodus - 5 Fahrzeuge - 20 Fahrzeug-Freischaltungen | - 10 Aufträge - 1 Spielmodus - 1 Waffe - 5 Erkennungsmarken - 3 modifizierte Fahrzeuge | - 5 Aufträge - 2 Spielmodi - 3 Fahrzeuge - 1 Waffe |

### Battlefield 3 Premium
Der kostenpflichtige Zusatzdienst Battlefield Premium ist seit dem 4. Juni 2012 für alle drei Plattformen erhältlich. Es beinhaltet für eine Einmalzahlung alle fünf erscheinenden Erweiterungspakete (DLC) sowie spezielle Zusatzinhalte, Strategie-Guides, Events, Vorrang in der Warteschlange beim Beitritt auf Servern, frühzeitigen Zugang zu den Erweiterungen und die Möglichkeit die Spieler-Statistiken zurückzusetzen.

### Back to Karkand
Der erste DLC Back to Karkand wurde im Dezember 2011 für alle Plattformen veröffentlicht und war für alle Käufer der Limited Edition von Battlefield 3 kostenlos herunterladbar. Er enthält vier bekannte Maps aus dem Vorgänger Battlefield 2, die mit der neuen Engine deutlich verschönert wurden, zudem Waffen und Fahrzeuge sowie ein Spielmodus (Eroberung: Sturmangriff) aus dem Vorgänger. Für PlayStation-3-Spieler war Back to Karkand eine Woche früher erhältlich.

### Close Quarters
Als zweiter DLC wurde im Juni 2012 zeitgleich mit Battlefield Premium Close Quarters veröffentlicht. Statt großen Maps mit Fahrzeugen beschränkt sich Close Quarters auf den Häuserkampf und kleine Karten, ähnlich wie Call of Duty. Neben vier Karten enthält die Erweiterung neue Aufträge, Waffen und zwei Spielmodi. Der DLC Close Quarters ist für Premium-Mitglieder auf der PS3 seit dem 4. Juni spielbar; auf dem PC und der Xbox 360 erfolgt der Release eine Woche später am 12. Juni 2012. Battlefield-Spieler ohne Premium-Mitgliedschaft erhielten jeweils zwei Wochen nach den Premium-Mitgliedern – 19. Juni (PS3) beziehungsweise 26. Juni (PC und Xbox 360) – Zugriff auf die neuen Download-Inhalte.

### Armored Kill
Mit dem dritten DLC liegt der Schwerpunkt wieder auf den Fahrzeugen, Panzern und Flugzeugen. Laut DICE wurde mit „Bandar Desert“ die größte Battlefield-3-Karte aller Zeiten veröffentlicht. Im Gegensatz zu den bisherigen Erweiterungen bringt Armored Kill keine Waffen, dafür aber deutlich mehr neue Fahrzeuge und auch die aus Bad Company 2 bekannten ATVs. Zudem wurden zwei völlig neue Fahrzeugklassen implementiert: zum einen für jede Fraktion Panzerzerstörer (vermutlich falsch übersetzte „Panzerjäger“) und mobile Raketenartillerie. Zu dem DLC gehören auch 4 neue Karten, die in völlig unterschiedlichen Szenarien spielen. Bandar Desert ist in der Wüste angesiedelt während Alborz Mountain in zerklüftetem Gebirge spielt. Mit der dritten Karte namens Death Valley hält nach Teheran Highway die zweite Nachtkarte bei Battlefield 3 Einzug. Die letzte Karte heißt Armored Shield und spielt auf grünem, offenem Farmland. Hier sind Parallelen zu gleich zwei Maps zu finden, zum einen die Felder der Bad Company 1 und 2 Map Harvest Day und das grüne bewaldete Szenario, das schon mit Caspian Border im Spiel enthalten ist. Zudem beinhaltet der DLC mit „Panzer-Übermacht“ einen neuen Spielmodus, bei dem ausschließlich mit Panzerfahrzeugen um eine einzige Flagge gekämpft wird. Dazu steht in dem Spiel nur eine Karte zur Verfügung. Dieser Spielmodus weist Anleihen vom Modus „Team-Deathmatch“ auf und ist im Allgemeinen ein „King of the Hill“ Spielmodus, den es so in der Battlefield-Historie noch nicht gab. Armored Kill erschien am 4. September für Premium-Mitglieder auf der PS3, für normale Käufer war es am 18. September verfügbar. Auf Xbox und PC erschien es eine Woche später für Premium-Mitglieder am 11. September, für alle anderen am 25. September.

### Aftermath
Als vierter DLC ist Aftermath am 27. November auf der PS3 und eine Woche später die PC- und Xbox-360-Versionen für Premium-Spieler erschienen, welcher dann zwei Wochen lang selben vorbehalten sein wird und im Anschluss allen Spielern zugänglich gemacht wird. Neben einer neuen Waffe, der Armbrust, welche die Möglichkeit bietet Gegner lautlos auszuschalten, sind mit Epicenter, Azadi Palace, Talah Market und Markaz Monolith vier neue Karten enthalten, die im von Erdbeben zerstörten Teheran und Umgebung spielen. Ähnlich wie bei Close Quarters soll der Häuserkampf wieder etwas in den Vordergrund gestellt werden. Des Weiteren gibt es einen neuen Spielmodus namens „Plünderer“, in dem die Spieler nur mit einem Messer, einer Pistole und einer Granate bewaffnet auf der Karte nach besserer Ausrüstung suchen müssen.

### End Game
Am 5. März 2013 wurde End Game, der fünfte und letzte DLC für die Playstation 3 veröffentlicht. Eine Woche später, am 12. März 2013, wurde die PC- und die Xbox-360-Version veröffentlicht. Mit der Erweiterung hielten Motorräder Einzug in das Spiel, die zuletzt beim ersten Teil Battlefield 1942 enthalten waren. Wie alle bisherigen DLCs enthielt auch End Game vier neue Karten: Operation Riverside, Kiasar Railroad, Nebandan Flats und Sabalan Pipeline. Die Karten sind für Fahrzeuge ausgelegt, aber deutlich kleiner als bei Armored Kill. Weitere Besonderheiten sind der Spielmodus Capture the Flag, der bisher nur in Battlefield 1942 enthalten war, sowie Luftüberlegenheit, der ein nur auf Luftkampf basierender Spielmodus ist.

## Rezeption
Das Spiel wurde wegen der zum Spielen notwendigen Software „Origin“ stark kritisiert. Die Allgemeinen Geschäftsbedingungen von Electronic Arts erlauben der Software, den PC des Spielers nach Raubkopien, anderer Software etc. zu durchsuchen. Ende 2011 wurden die AGB entschärft, erlauben jedoch weiterhin das Sammeln von Nutzerdaten.
Ein anderer Kritikpunkt waren die 2012 eingeführten Shortcuts, die Spielern erlauben, für echtes Geld alle freischaltbaren Gegenstände einer Klasse oder eines Fahrzeuges freizuschalten.
Battlefield 3 wurde auch von der PETA kritisiert. Im Einzelspieler-Modus ist der Spieler dazu gezwungen eine Ratte auf „sadistische Art und Weise“ zu töten.
Am 22. Juli 2015 veröffentlichten russische Separatisten ein Video, das angeblich US-amerikanische Stinger-Raketen auf dem Gebiet des Flughafens Luhansk zeigt. Das Video wurde von vielen Seiten in Zweifel gezogen, was die Echtheit der Waffen betrifft. Unter anderem der sich auf den Waffen befindliche Schriftzug „TRACKING RAINER“ sorgte für Diskussionen, da auf originalen Exemplaren zumeist „TRACKING TRAINER“ zu lesen ist. Es wird daher vermutet, dass die Waffenbeschriftung aus Battlefield 3 übernommen wurde, da sich „TRACKING RAINER“ auf Stinger-Raketen im Spiel finden lässt.

## Distribution
Battlefield 3 ist eines der ersten Spiele, die zwingend einen Account bei EAs Plattform Origin voraussetzen. Dies betrifft sowohl Retail- als auch Downloadversionen des Spiels. Beim Release am 27. Oktober 2011 fielen Server der Vertriebsplattform Origin aus, was den tatsächlichen Release erheblich verzögerte.
Der Publisher Electronic Arts gab in einer Pressemitteilung die Händler an, welche Battlefield 3 anbieten werden; Steam wurde in keinem Land aufgelistet. Der Grund dafür ist, dass EA eine eigene Download-Plattform startet und dies bei Steam-Partnern nicht erlaubt ist. Im Sommer 2020 wurde Battlefield 3 auf Steam veröffentlicht.

## Ableger
Unter dem Namen Battlefield 3: Aftershock war vor der Veröffentlichung des Hauptspiels eine deutlich einfachere Version für iOS geplant, aufgrund zahlreichen negativen Bewertungen wurde die App kurz darauf wieder entfernt und die Entwicklung eingestellt.